# Callitriche rimosa
Callitriche rimosa är en grobladsväxtart som beskrevs av Norman Carter Fassett. Callitriche rimosa ingår i släktet lånkar, och familjen grobladsväxter. Inga underarter finns listade i Catalogue of Life.